# Каветчина
Каве́тчина — село в Україні, у Жванецькій сільській територіальній громаді Кам'янець-Подільського району Хмельницької області.

## Назва
Село засноване паном Кавецьким звідси і походить назва населеного пункту. Історично зафіксовано такі назви: «Кавечина», «Кавчинці», «Соколецька Слобідка», «Слобідка Кавецька».

## Географія
Наддністрянське село Каветчина розкинулося на півострові на лівому березі Дністра, за 27 кілометрів від Кам’янця-Подільського та за 13,8 кілометри від автошляху національного значення Н03. Селом тече потік Безіменний, який на півдні села впадає в річку Дністер. Умовно село ділиться на нову та стару частини, які розділяє яр.

### Клімат
Каветчина знаходяться в межах вологого континентального клімату із теплим літом у так званому «теплому Поділлі», тут весна настає на 2 тижні раніше. Але діяльність людини призводить до поганих змін та глобального потепління.

## Історія
Село засноване у другій половині XVIII століття, у писемних джерелах 1789 року поселення зустрічається під назвою «Slobudka Kaweckiego», а у 1800 році – «Каветчина».
Внаслідок поразки визвольних змагань на початку XX століття, село надовго окуповане російсько-більшовицькими загарбниками.
Радянська окупація принесла колективізацію та розкуркулення, мешканці села зазнали репресій. Багатьох частинах Поділля відбувались масові селянські повстання, проти радянської влади.
В 1932–1933 селяни села пережили сталінський геноцид.
Роки Великого терору 1936-1937 вбито осіб різних національностей і професій, багато людей було виселено як сім'ї «ворогів народу». Про це свідчить розповідь старожили села Марії Ткачук, родину якої під час сталінських репресій вислали в Казахстан тільки через те, що батьків товариш втік через Дністер в сусідню Румунію. Якщо він втік, то і батько може втекти. Оте «може» і стало вирішальним у долі Ткачуків. Лише у 1942 році повернулась Марія Ткачук у рідне село.
Після завершення Другої світової війни у 1946—1947 роках село вчергове пережило голодомор.
В 1981 році почалось заповнення басейну Дністра водою, яке тривало шість років, внаслідок цього частина села Каветчина затоплено в долині річки Дністер.
З 1991 року в складі незалежної України.
2003 року селі Каветчина, подружжя Павлій придбало стару хату і вирішило збудувати виноробню. У 2019 році винороби добудували винарню, де можна переробляти до 40 тонн винограду і на винарню «Bohdan's Winery» почали приїжджати туристичні групи на дегустації.
8 вересня 2017 року шляхом об'єднання сільських рад, село увійшло до складу Жванецької сільської громади. Об'єднання в громаду створила умови для формування ефективної і відповідальної місцевої влади, яка має забезпечити комфортне середовище для проживання людей.

## Пам'ятки
Поблизу села знаходилося одне з найраніших поселень склавинів (празько-корчацької культури) (докладніше див. Каветчина (археологічна пам'ятка)).

## Населення
Населення за переписом 2001 року становило 120 осіб.

### Мова
У селі поширена південноподільська говірка, що відноситься до подільського говору, який належить до південно-західного наріччя.
100 % населення вказало своєю рідною мовою українську мову.

## Економіка
Розпайовані землі довкола села обробляє філія «Мрія» ТОВ СП «Нібулон». Також у Каветчині аграрії тримають свиноферму.

## Охорона природи
Біля села у південно-східному напрямку розташований іхтіологічний заказник «Бернівський острів». Село лежить у межах національного природного парку «Подільські Товтри».

## Відомі люди

### Проживали, перебували
- Приходнюк Олег Михайлович — український археолог, доктор історичних наук, професор. Керував археологічними експедиціями з досліджень празьких старожитностей V—VII ст. у Середньому Подністров'ї — Бакота, Каветчина.

## Галерея

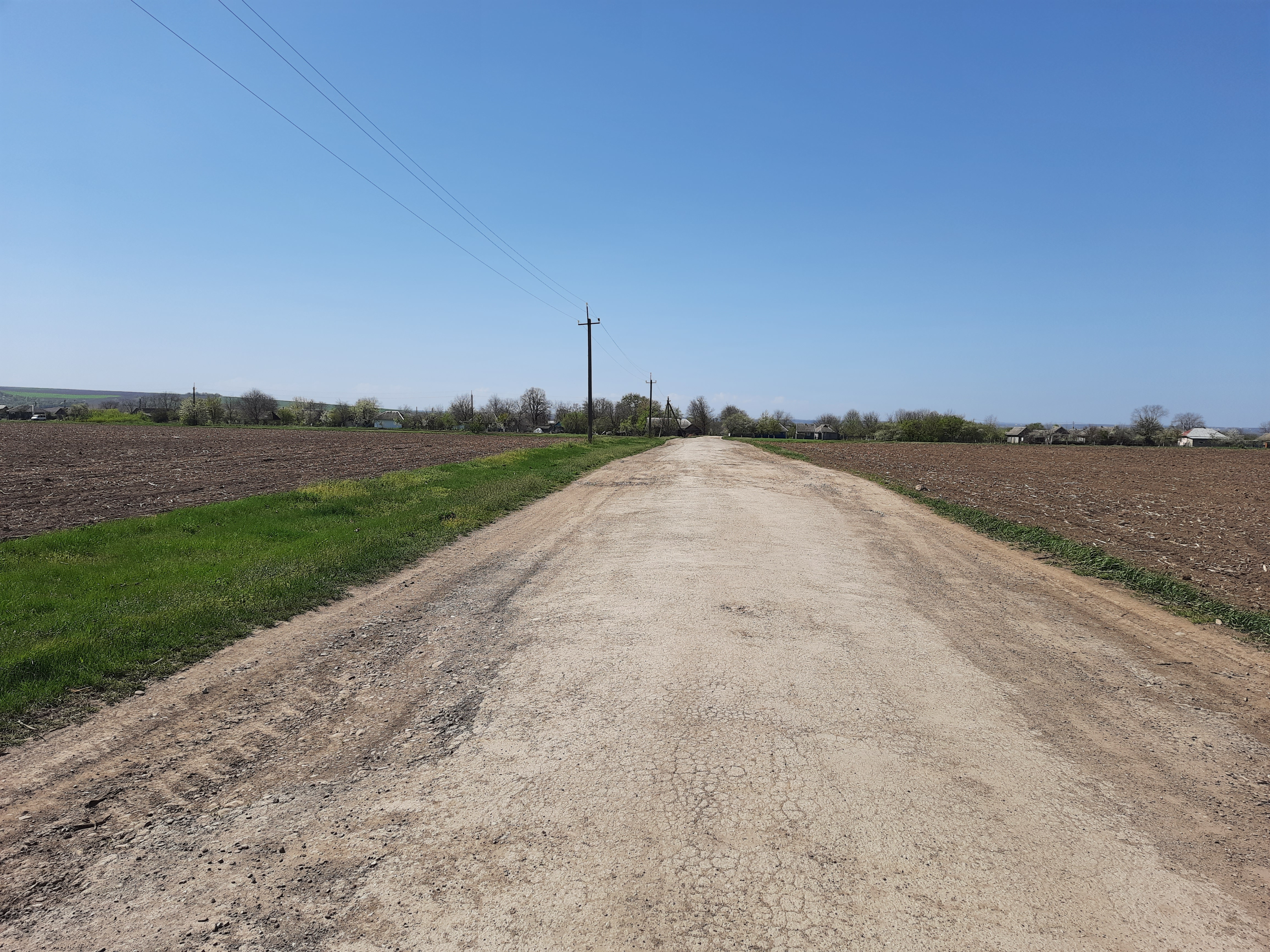
Дорога в село
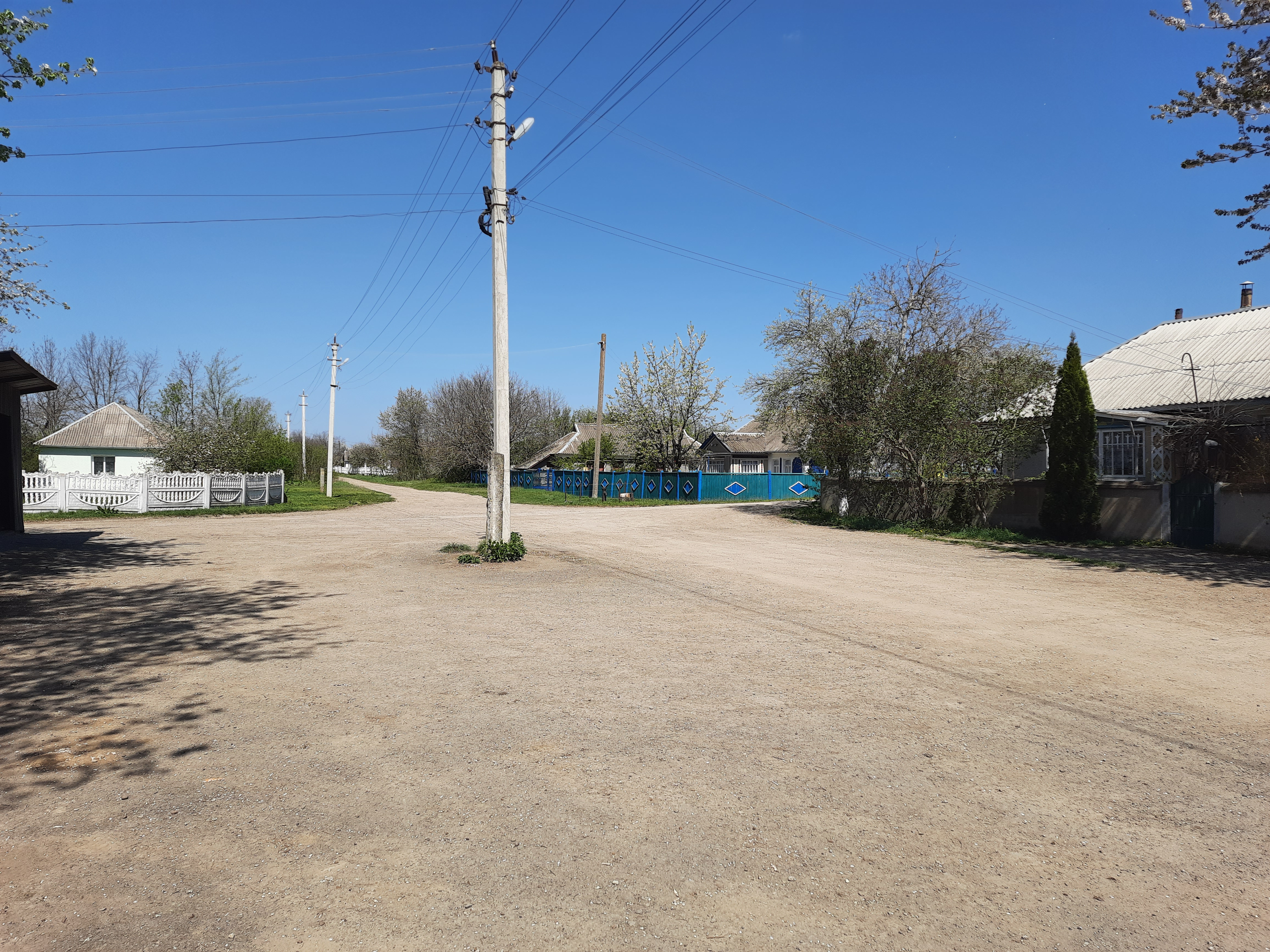
В центрі села
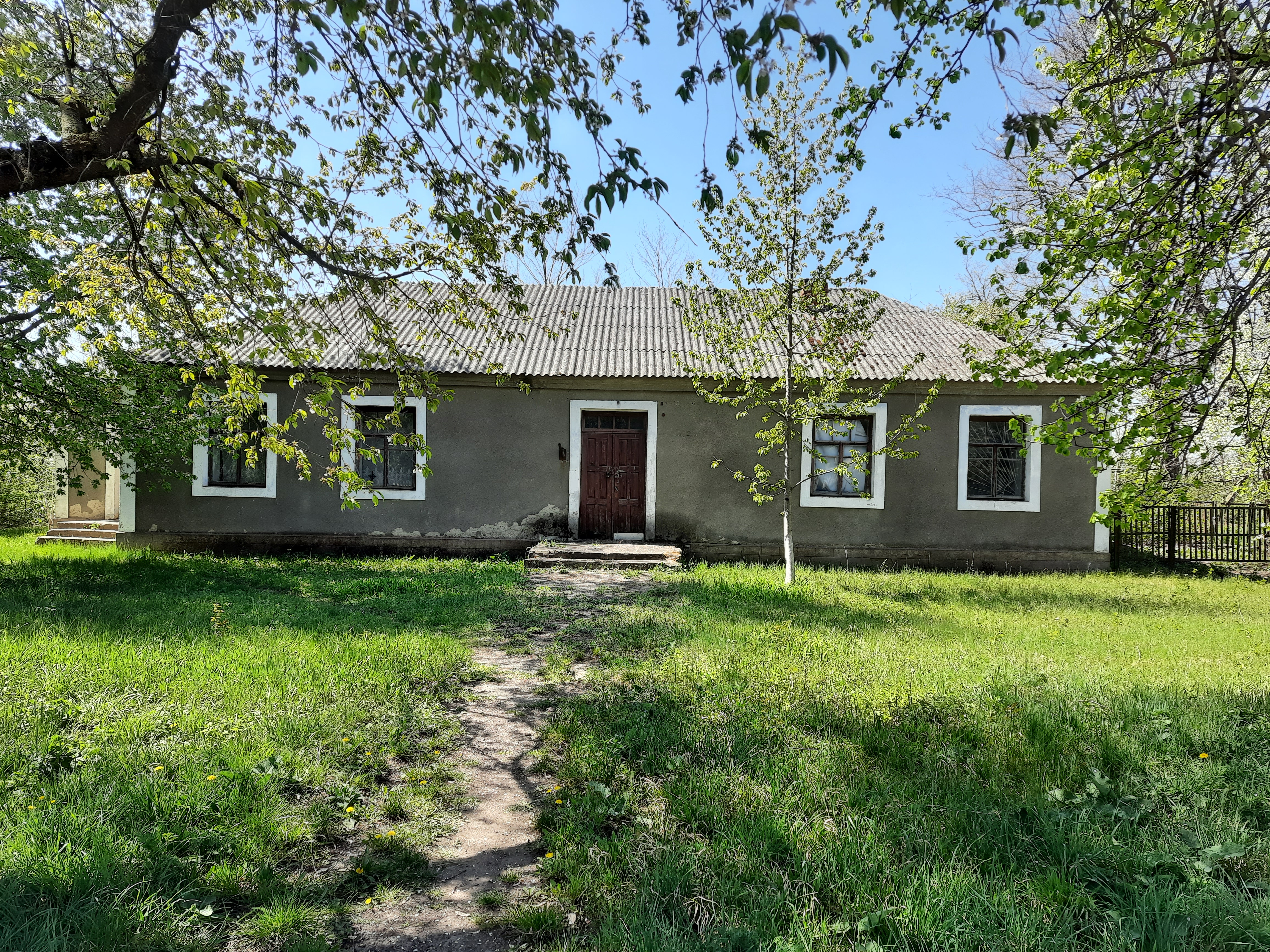
Клуб, крамниця
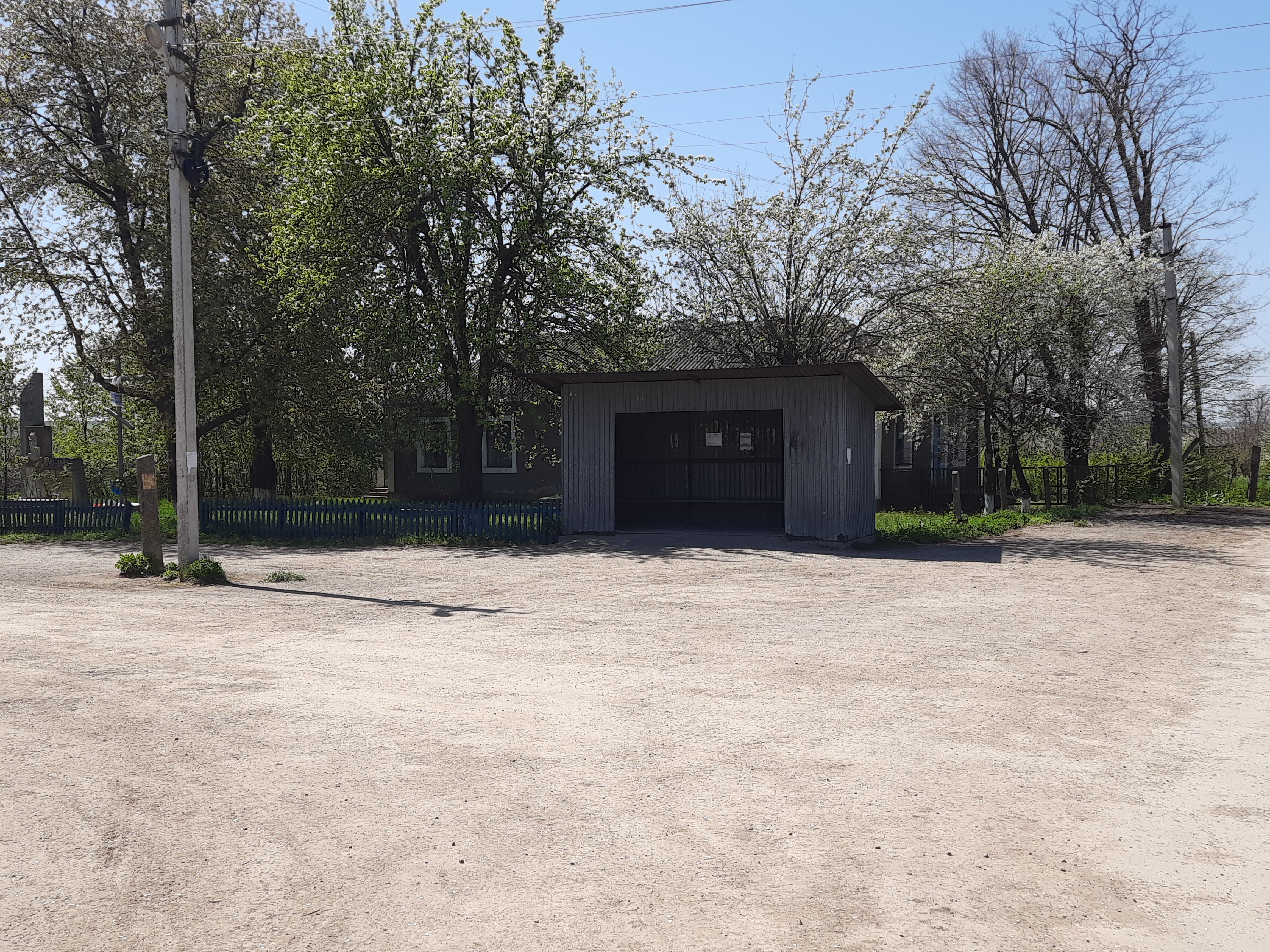
Автобусна зупинка
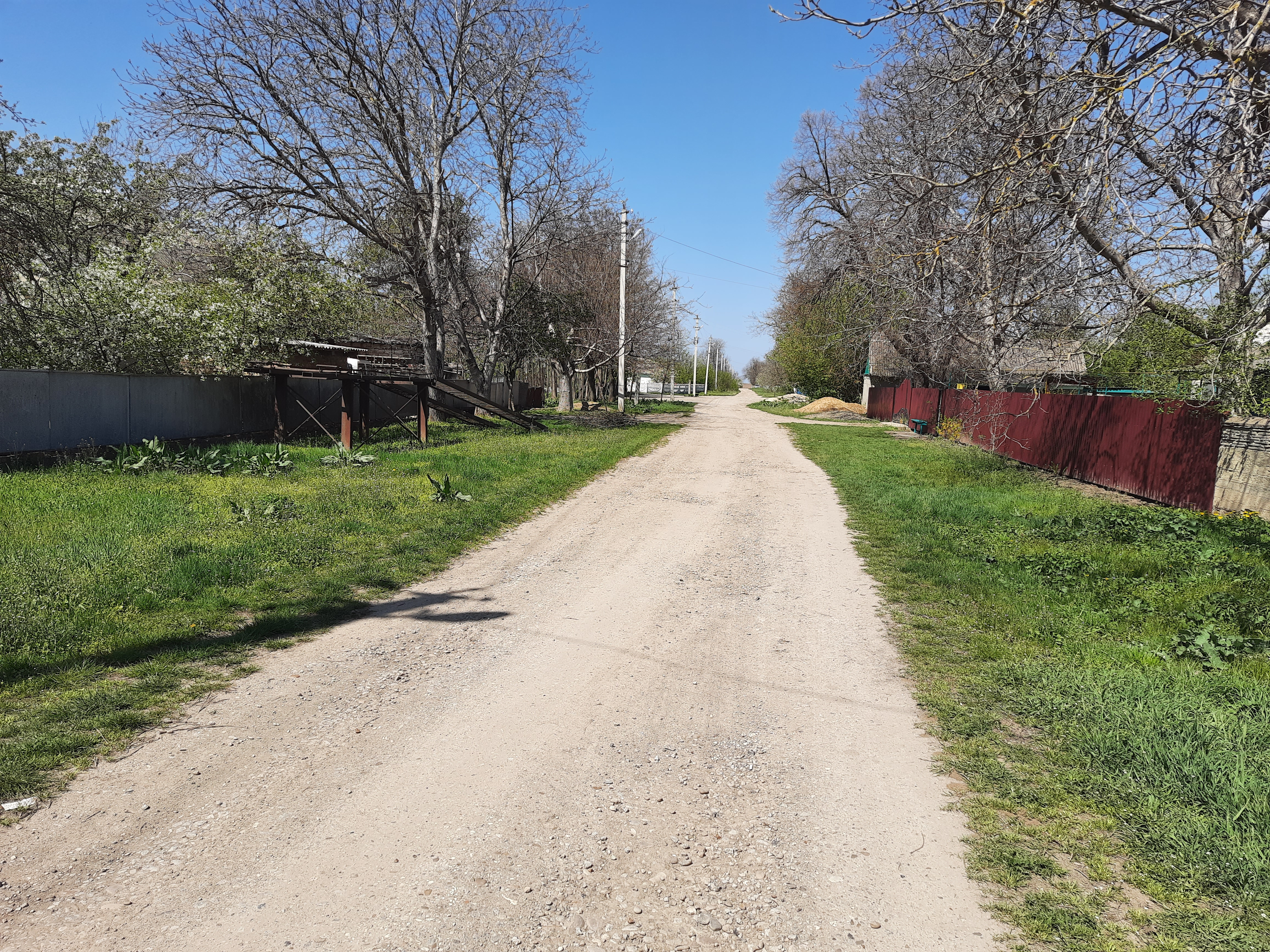
Сільська вулиця
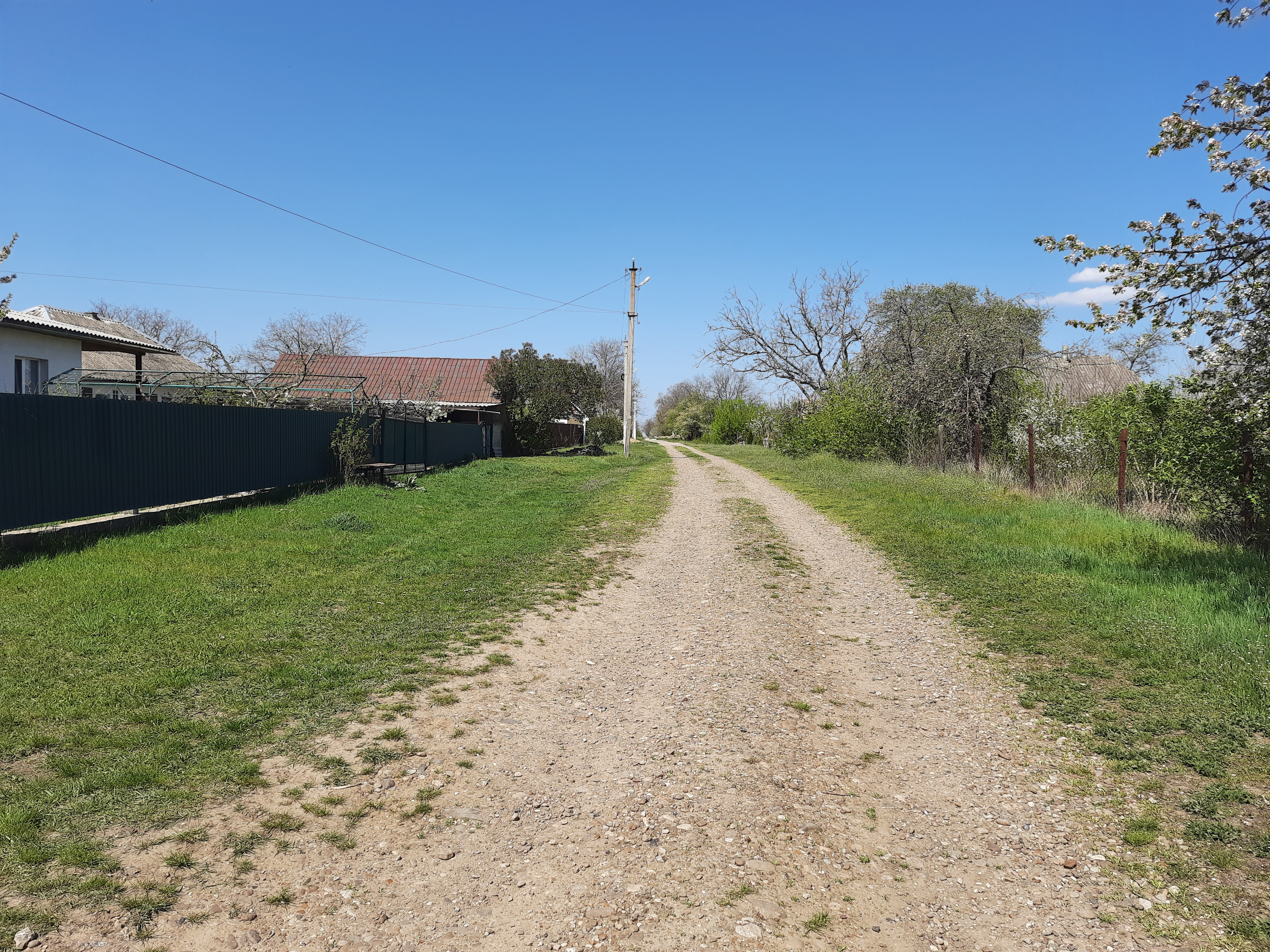
Сільська вулиця
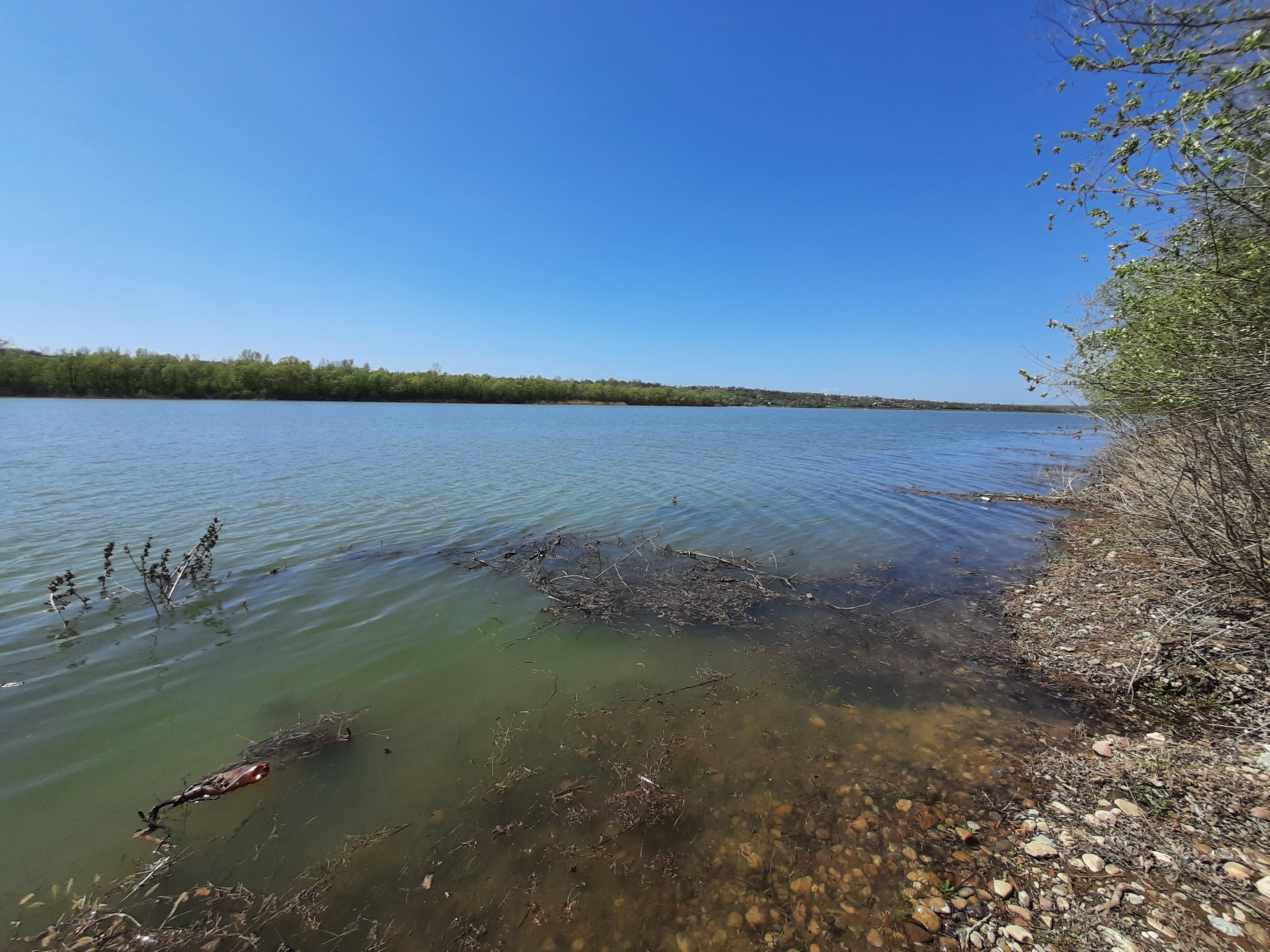
Дністер біля села